# Sucre (département)
Pour les articles homonymes, voir Sucre (homonymie).
Le département de Sucre est l'un des 32 départements de la Colombie.

## Toponymie
Le département doit son nom à Antonio José de Sucre.

## Histoire

### XIXeetXXesiècles

La province de Cartagena en 1810.
Le département de Magdalena en 1824.
La province de Cartagena en 1855.
L'État souverain de Bolívar en 1863.
Le département de Sucre depuis 1966.

## Géographie

### Géographie physique

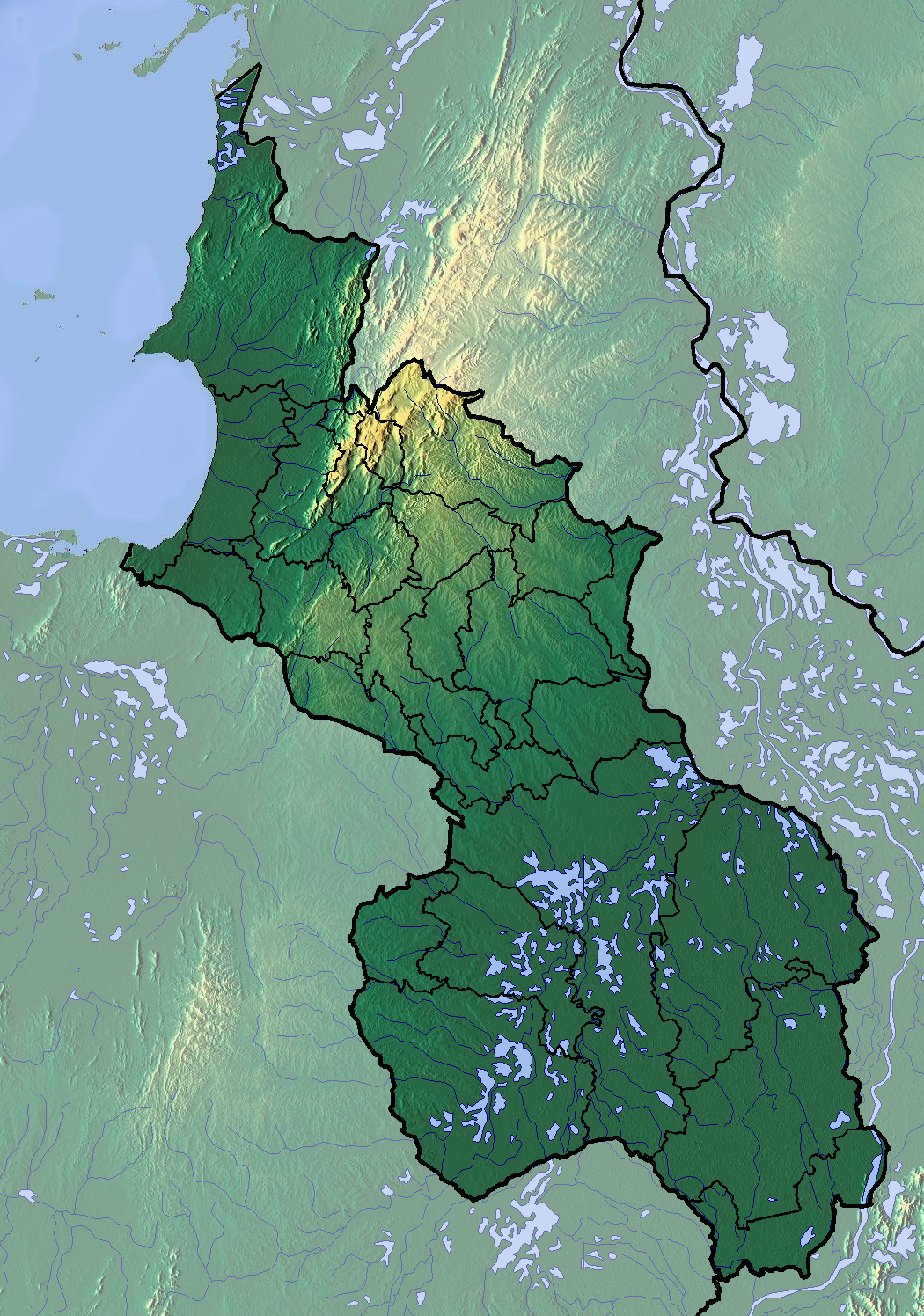
Carte topographique de Sucre.

Le département de Sucre est situé au nord du pays. Bordé au nord par la mer des Caraïbes, il est limité à l'ouest par le département de Córdoba et à l'est par celui de Bolívar.
Dépourvu de relief particulier, le département est traversé dans sa partie sud par le río Cauca qui est à l'origine de nombreux marécages (ou ciénagas) parsemant la région.

### Découpage administratif

Municipalités de Sucre.

Le département de Sucre est divisé en vingt six municipalités. Sa capitale est Sincelejo.
| Municipalité           | Superficie (km2) | Population (2005) | Densité (hab./km2) |
| ---------------------- | ---------------- | ----------------- | ------------------ |
| Betulia                | 199,08           | 12 215            | 61,36              |
| Buenavista             | 144              | 8 898             | 61,79              |
| Caimito                | 407              | 10 960            | 26,93              |
| Chalán                 | 77               | 3 870             | 50,26              |
| Colosó                 | 137              | 6 013             | 43,89              |
| Corozal                | 264              | 57 300            | 217,05             |
| Coveñas                | 74               | 11 270            | 152,3              |
| El Roble               | 206,10           | 8 469             | 41,09              |
| Galeras                | 306              | 17 251            | 56,38              |
| Guaranda               | 373,4            | 15 080            | 40,39              |
| La Unión               | 234,39           | 10 279            | 43,85              |
| Los Palmitos           | 204              | 18 344            | 89,92              |
| Majagual               | 826              | 31 213            | 37,79              |
| Morroa                 | 161              | 12 784            | 79,4               |
| Ovejas                 | 447              | 20 551            | 45,98              |
| Sampués                | 176              | 11 432            | 64,95              |
| San Antonio de Palmito | 209,9            | 36 090            | 171,94             |
| San Benito             | 1 592            | 22 579            | 14,18              |
| San Marcos             | 534,54           | 50 336            | 94,17              |
| San Onofre             | 1 102            | 45 672            | 41,44              |
| San Pedro              | 222              | 16 211            | 73,02              |
| Santiago de Tolú       | 35,75            | 27 957            | 782,01             |
| Sincé                  | 410,56           | 30 406            | 74,06              |
| Sincelejo              | 278,4            | 236 780           | 850,5              |
| Sucre                  | 1 139            | 21 716            | 19,07              |
| Toluviejo              | 276,49           | 18 587            | 67,22              |

## Démographie
| 1985    | 1990    | 1995    | 2000    | 2005    | - |
| ------- | ------- | ------- | ------- | ------- | - |
| 571 980 | 632 139 | 693 318 | 734 915 | 772 010 | - |

### Ethnographie
Selon le recensement de 2005, 11 % de la population de Sucre se reconnait comme étant "indigène", c'est-à-dire descendant d'ethnies amérindiennes et 16,1 % se définit comme afro-colombienne.

## liens externes
(es) Gobernación de Sucre